# فرودگاه نانگا پینوه
فرودگاه نانگا پینوه (به انگلیسی: Nanga Pinoh Airport) (به زبان بومی: Bandar Udara Nanga Pinoh) یک فرودگاه همگانی با کد یاتا NPO است که یک باند فرود آسفالت دارد و طول باند آن ۱۰۰۰ متر است. این فرودگاه در کشور اندونزی قرار دارد و در ارتفاع ۳۷ متری از سطح دریا واقع شده‌است.

## شرکت‌های هواپیمایی و مقصدهای پروازی
The following airlines offer direct flights from Nanga Pinoh
| شرکت‌های هواپیمایی | مقصدهای پروازی   |
| ----------------- | ---------------- |
| Dimonim Air       | سوپادیو، کتاپانگ |